# Bučina (okres Ústí nad Orlicí)
Bučina (německy Butschina) je obec v okrese Ústí nad Orlicí v Pardubickém kraji a spadá do oblasti správního obvodu Vysoké Mýto. Katastrální výměra obce je 384 ha a žije zde 256 obyvatel. Z občanské vybavenosti je zde zajištěn rozvod vody, kanalizace s čističkou, plynu, elektřiny, internetu pevného i mobilního. Nachází se zde autobusová zastávka Bučina, obchod se smíšeným zbožím, pohostinství a dětské hřiště. ZŠ a MŠ do 2 km v okolních obcích. Obec se nachází nedaleko silnice I/35 spojující Litomyšl a Vysoké Mýto.
V obci stojí kostel svatého Jakuba Většího a evangelický kostel.

## Historie
První písemná zmínka o obci pochází z roku 1167, kdy se připomínala villa na Bučině. Pocházeli odtud vladykové Globicové z Bučína.
Ne všechny archiválie v cizině byly probádány tak, jak se stalo v případě obce Dolní Újezd (exulanti). Dopis rychtáře Jakuba Padovského z Bučiny ze dne 13.1.1778 oznamuje řediteli litomyšlského panství: "...Poznamenání se dává milostivý vrchnosti stranou Jana Burše, co pan delektor dobře v povědomosti má, co vonen tejdej tu v arestu byl, že pan misonalius ho vodtud z arestu vyzdvih, že jen na faru Cerekvickou s ním dojel a tam ho přeslechli a dobrovolně ho pustili, poněvač prej juž napravenej byl. Pan misonalius mu poručil, aby k otci domů šel. On šel pryč a žádnej neví, kam šel zas. Ani se k otci domů nevohlásil. 10. Januarii ho pustili a toho dne se zasej ztratil..." Dne 6.7.1798 se v Sacken ženil Jan Bureš, pravděpodobně jde o propuštěného vězně z Bučiny. 

## Pamětihodnosti
- Evangelický toleranční kostel